# Community
Community é um seriado estadunidense de comédia que começou a ser transmitido pela NBC sobre um grupo de estudantes de uma universidade comunitária fictícia de Denver, Colorado. O seriado estreou no dia 17 de setembro de 2009 às 9:30 da noite. O primeiro episódio do seriado foi disponibilizado primeiramente na rede social Facebook, onde permaneceu por tempo limitado. No Brasil, o seriado foi exibido toda quinta-feira às 22:30 pelo Sony Entertainment Television desde 4 de fevereiro de 2010. Em 10 de maio de 2012 foi anunciada a produção de uma quarta temporada com treze episódios. Após a quinta temporada acabou sendo cancelada pela NBC. No entanto, em Junho de 2014 o Yahoo Screen comprou os direitos da série dando a ela uma sexta e última temporada de 13 episódios.

## Premissa

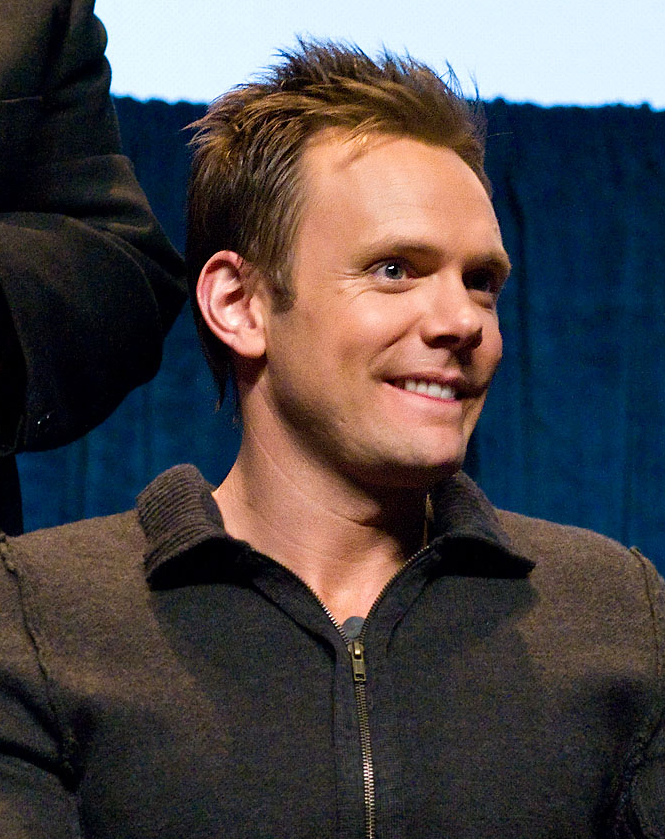
Joel McHale em um painel para a Community no PaleyFest 2010.

Community se centra no personagem de Jeff Winger (Joel McHale), um advogado que voltou à universidade após ter seu diploma considerado inválido pela Ordem dos Advogados do Colorado. O seriado se foca nas experiências de Jeff na fictícia Universidade Comunitária de Greendale (Greendale Community College) no também fictício subúrbio de Greendale, em Denver, Colorado, e nas pessoas que ele conhece lá. Ele sente uma paixão óbvia por Britta Perry (Gillian Jacobs), uma aluna tentando colocar sua vida de volta nos trilhos, e recebe perplexas lições de vida de Pierce Hawthorne (Chevy Chase), um idoso magnata dos lenços umedecidos que foi casado sete vezes.
Os outros membros do grupo de estudo de espanhol de Jeff são Abed Nadir (Danny Pudi), um muçulmano estudante de cinema, Shirley Bennett (Yvette Nicole Brown), uma mãe recentemente divorciada frequentando a faculdade pela primeira vez, Troy Barnes (Donald Glover), ex-quarterback no ensino médio, e Annie Edison (Alison Brie), uma nerd certinha que tem uma paixão não-correspondida por Troy desde o colegial e que foi para a faculdade comunitária por um vicío em Anfetamina. Outros personagens recorrentes incluem o desequilibrado professor de espanhol Señor Ben Chang (Ken Jeong), o professor de psicologia Ian Duncan (John Oliver), a quem Jeff havia representado por dirigir embriagado, e o oprimido Reitor Craig Pelton (Jim Rash), que quer desesperadamente que sua instituição seja reconhecida como uma universidade de verdade e utiliza de métodos extenuantes e excessivos para parecer politicamente correto.

## Elenco e Personagens
A série apresentou um elenco de personagens, sendo focado nos membros de um grupo de estudo e de um grupo de estudo e de um grupo recorrente de professores da Greendale Community College.
- Joel McHale como Jeff Winger, um ex-advogado que se matricula em Greendale depois de ser suspenso pelo tribunal estadual por alegar falsamente ter um diploma de bacharel . Jeff é um sedutor sarcástico, franco, confiante e narcisista , que constantemente manipula as pessoas para conseguir o que quer, o que geralmente é não fazer nenhum trabalho. No entanto, à medida que se aproxima de seu novo grupo de estudo, ele muda alguns de seus hábitos e opiniões. Ele está mais disposto a fazer sacrifícios pessoais por seus amigos ao longo do tempo e revela seletivamente que pode ser mais paciente e menos crítico do que o que outros machos alfa geralmente oferecem.
- Gillian Jacobs como Britta Perry, uma anarquista , ateia e ativista que viajou ao redor do mundo depois de abandonar o ensino médio. Britta faz um grande esforço para parecer pró-ativa, inteligente e madura para os outros, mas geralmente apenas parece pretensiosa e hipócrita em seus pontos de vista, especialmente aqueles que dizem respeito ao seu objetivo de se tornar uma terapeuta. Apesar de não ser uma ativista mundana ou bem informada como pensa que é, Britta tem um desejo genuíno e poderoso de ajudar os outros, e tem um entusiasmo e energia significativos no que coloca em seus esforços (seja apropriado ou descabido).
- Danny Pudi como Abed Nadir, um estudante de cinema de ascendência palestina e polonesa, com um conhecimento vasto de programas de TV e filmes. Abed luta para interagir com os outros através de meios normais, então ele geralmente escolhe interpretar as atividades cotidianas do grupo comparando-as com clichês de filmes e programas de TV. Apesar de às vezes estar fora de contato com a realidade, Abed é um observador perspicaz do comportamento humano e, muitas vezes, o membro mais sábio do grupo.
- Donald Glover como Troy Barnes (temporadas 1 a 5), um ex-quarterback do ensino médio que perdeu sua bolsa de estudos para uma universidade de primeira linha quando quebrou os dois ombros fazendo um giro no barril, o que ele realmente fez de propósito para escapar às pressões de seu estrelato e popularidade. Troy começa a série tentando parecer legal e agindo como um valentão e um jogador de futebol estereotipado, mas devido à influência de Abed (que rapidamente se torna seu melhor amigo), ele finalmente se sente confortável em abraçar seu lado nerd e despreocupado.
- Alison Brie como Annie Edison, a caçula do grupo, uma pessoa compulsiva, organizada incansavelmente e comparativamente inocente. Annie era extremamente impopular no ensino médio e anteriormente viciada em Anfetamina, o que a deixou muito ansiosa e desesperada para provar a si mesma em uma variedade de grupos extracurriculares, apesar de já ser considerada naturalmente inteligente e atraente por outros. Ela é normalmente cordial e descontraída, mas pode rapidamente se tornar obsessiva ou perder a paciência quando falha em conseguir ou lhe é negado algo com que se importa muito, mesmo que seja algo tão simples quanto uma caneta.
- Yvette Nicole Brown como Shirley Bennett (elenco principal, temporadas 1–5; recorrente, temporada 6), mãe solteira e cristã indo à universidade para iniciar um negócio de brownies. Shirley é vista como a "mãe" do grupo, mas muitas vezes pode ser dominadora em seu desejo de ajudar e orientar seus amigos. Apesar de ter um temperamento quente e começar a série como apreensiva em relação a diferentes visões religiosas ou à falta dela, Shirley é uma pessoa muito bondosa e com um forte conjunto de costumes.
- Chevy Chase como Pierce Hawthorne (elenco principal, temporadas 1–4; convidado, 5ª temporada), um milionário que se matricula em Greendale por tédio e por uma tentativa passiva de autodescoberta. Pierce costuma estar em desacordo com o resto do grupo de estudo por causa de sua arrogância, falta de empatia e falta de espírito casual. Apesar de sua natureza muitas vezes insociável e egoísta, Pierce quer desesperadamente se encaixar no grupo e, ocasionalmente, oferece uma grande percepção e conselhos, em parte devido ao relacionamento emocionalmente distante e disfuncional de sua própria família com ele.
- Jim Rash como Craig Pelton (recorrente, temporadas 1–2; elenco principal, temporadas 3–6), o reitor de Greendale, que deseja desesperadamente que sua escola seja mais como uma universidade real e se esforça ao máximo para tentar torná-la divertida e politicamente correta, embora frequentemente explique suas muitas decisões de negócios não resolvidas. Embora ele nunca mencione explicitamente sua orientação sexual (ele já foi descrito como um " travesso pansexual " pelo vice-reitor Robert Laybourne), ele é um ávido travesti , que faz tentativas constantes e abertas de flertar e tocar em Jeff. O grupo de estudo é de longe o grupo favorito de Dean, e ele está constantemente inventando desculpas para se vestir e conversar com eles.
- Ken Jeong como Ben Chang, um professor extremamente instável em Greendale. A insanidade de Chang geralmente o leva a tomar medidas extremas sem motivo aparente e, por vezes, ele é um amigo e inimigo do grupo de estudo.

## Episódios
| Temporada | Episódios | Estreia da Temporada   | Final da temporada  | Exibição      |
| --------- | --------- | ---------------------- | ------------------- | ------------- |
| 1         | 25        | 17 de setembro de 2009 | 20 de maio de 2010  | NBC           |
| 2         | 24        | 23 de setembro de 2010 | 12 de maio de 2011  | NBC           |
| 3         | 22        | 22 de setembro de 2011 | 17 de maio de 2012  | NBC           |
| 4         | 13        | 7 de fevereiro de 2013 | 9 de maio de 2013   | NBC           |
| 5         | 13        | 2 de abril de 2014     | 17 de abril de 2014 | NBC           |
| 6         | 13        | 17 de março de 2015    | 2 de junho de 2015  | Yahoo! Screen |

A maioria dos episódios apresenta títulos escolhidos para se parecer com os nomes de cursos universitários, como "Introdução ao cinema", "Antropologia 101" e "Caligrafia cooperativa". 
A primeira temporada estreou em 17 de setembro de 2009, no horário de 9:30 da noite ET de quinta-feira.  Após três episódios, o programa foi transferido para o horário de 20:00 ET. Em outubro de 2009, foi anunciado que o programa havia sido escolhido para uma temporada completa de 22 episódios.
Em janeiro de 2010, a NBC encomendou mais três episódios para a primeira temporada, estendendo-o para 25 episódios.  Em 5 de março de 2010, a Comunidade foi renovada para uma segunda temporada e estreou em 23 de setembro de 2010.  Em 17 de março de 2011, a NBC renovou a Comunidade para uma terceira temporada.  Em 10 de maio de 2012, a Comunidade foi renovada pela quarta temporada, composta por 13 episódios.  Em 10 de maio de 2013, o programa foi renovado pela quinta temporada.  Em 30 de junho de 2014, foi anunciado que o programa retornaria para uma sexta temporada de 13 episódios no Yahoo! Tela.

### Webisódios
Além dos episódios regulares, a NBC produziu uma série de webisódios . Alguns focam na vida cotidiana de Dean Pelton e outros incluem um projeto em espanhol, estudos e Abed copiando a vida de seus amigos e transformando-os em filmes de estudantes. Esses webisódios são apresentados na primeira página do site do Greendale Community College, na página do Departamento de AV. 
Em 2 de março de 2012, foi anunciado que três webisódios animados iriam ao ar exclusivamente no Hulu , antes do retorno da série em 15 de março de 2012. Intitulado Master Key of Abed , os curtas foram escritos por Dave Seger e Tom Kauffman, do Channel. 101 e animado pela Animax Entertainment . Nos webisódios, Abed se torna assistente de Dean Pelton e recebe uma chave mestra de Greendale. 

## Produção

### Elenco

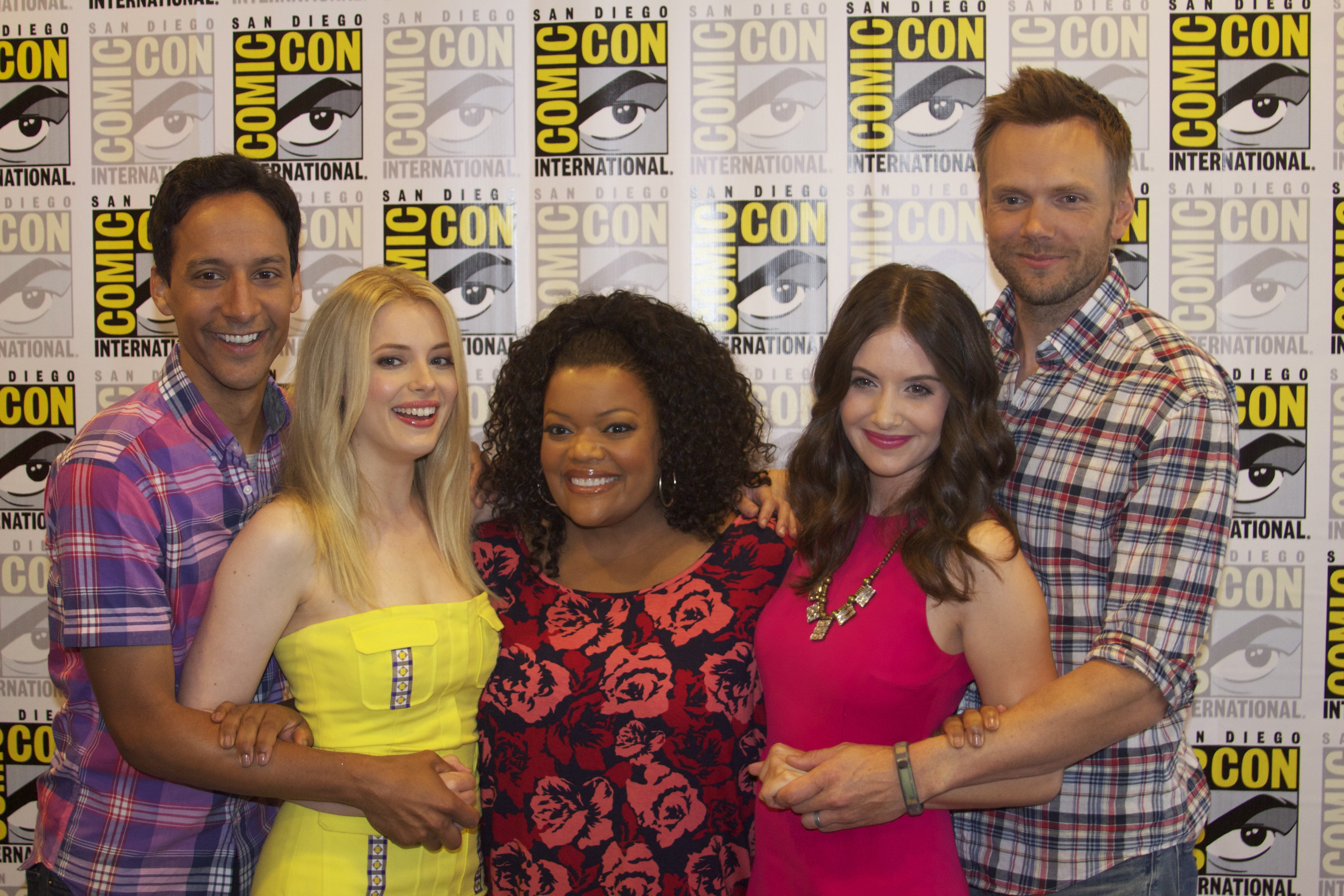
Danny Pudi, Gillian Jacobs, Yvette Nicole Brown, Alison Brie e Joel McHale na San Diego Comic-Con 2012

Dan Harmon enfatizou a importância do elenco para fazer a premissa da comédia funcionar. "O elenco representou 95% da produção do programa", disse ele em entrevista.  Ele havia trabalhado com vários membros do elenco anteriormente; Joel McHale , John Oliver e Chevy Chase tiveram participação especial no episódio 9 de Water and Power , uma curta-metragem produzida por Harmon para o Channel 101.  ator Chevy Chase era um dos favoritos de Harmon. Embora inicialmente não fosse parcial para as comédias, Chase foi persuadido pela qualidade da escrita do programa a aceitar o trabalho. Harmon viu semelhanças entre Chase e o personagem que ele interpreta no programa. Embora Chase tenha sido ridicularizado por suas escolhas de carreira, Harmon acreditava que esse papel poderia ser redentor: "O que torna Chevy e Pierce heroicos é essa recusa em parar".  Harmon teve que avisar Chase contra interpretar um "idiota" do jeito que costuma fazer em seus papéis, já que o personagem de Pierce é uma figura bastante patética que normalmente é o alvo da piada. 
McHale, conhecido do E! O talk show de comédia The Soup também ficou (como Chase) impressionado com a escrita de Harmon. Ele comentou que "o roteiro de Dan estava tão acima de tudo que eu estava lendo".  McHale apelou para Harmon por causa de sua qualidade agradável, o que permitiu ao personagem possuir certas características antipáticas, sem virar o espectador contra ele.  Para o papel de Annie, Harmon queria alguém que se parecesse com Tracy Flick , personagem de Reese Witherspoon do filme de 1999 Eleição . Originalmente, os produtores procuravam um filme latino ou asiático de Tracy, mas não conseguiam encontrar nenhum. Em vez disso, eles acabaram lançandoAlison Brie , conhecida por seu papel como Trudy Campbell em Mad Men .

### Desenvolvimento

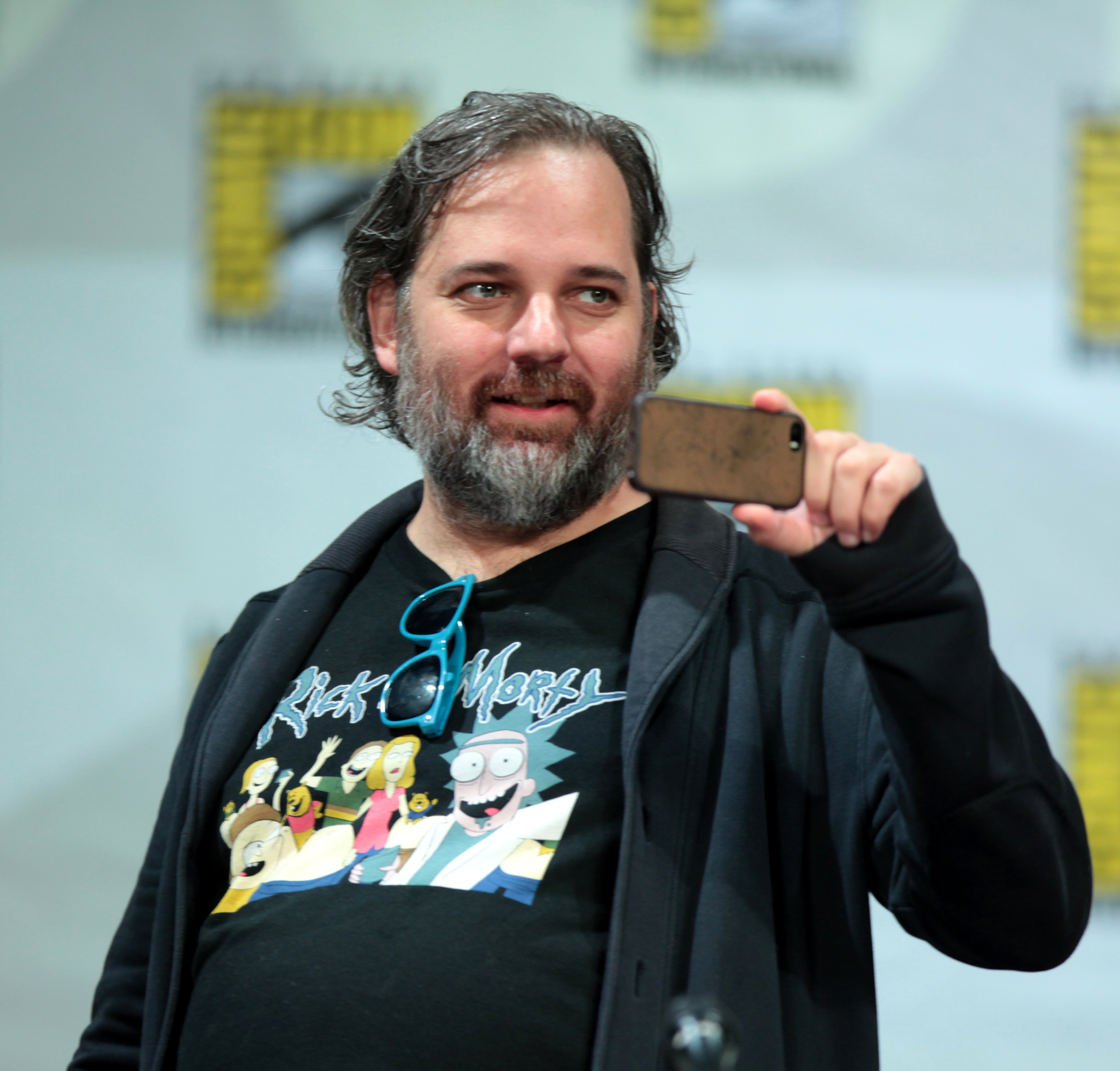
Criador da série Dan Harmon

Harmon baseou a premissa da série em suas próprias experiências da vida real. Em uma tentativa de salvar seu relacionamento com sua ex-namorada, ele se matriculou no Glendale Community College, a nordeste de Los Angeles, onde eles estudavam espanhol juntos.
Harmon se envolveu em um grupo de estudo e, um pouco contra seus próprios instintos, tornou-se intimamente ligado ao grupo de pessoas com quem ele tinha muito pouco em comum. "Eu estava nesse grupo com esses idiotas e comecei a gostar muito deles", explica ele, "mesmo que eles não tivessem nada a ver com a indústria cinematográfica e eu não tivesse nada a ganhar com eles e nada a oferecer". Com isso como pano de fundo, Harmon escreveu o programa com um personagem principal amplamente baseado em si mesmo. Ele, como Jeff, era egocêntrico e independente ao extremo antes de perceber o valor de se conectar com outras pessoas.
Sobre o processo criativo por trás da escrita, Harmon diz que teve que escrever o programa como se fosse um filme, não uma série de comédia. Essencialmente, o processo não foi diferente dos trabalhos anteriores que ele havia feito, exceto pelo tamanho e o objetivo demográfico.

### Roteiro
Cada episódio de Community é escrito de acordo com o modelo de "círculos da história" de Dan Harmon que ele desenvolveu enquanto estava no Chanel 101. Este método de escrita foi continuado mesmo durante a quarta temporada sem ele. Harmon reescreve todos os episódios da série, o que ajuda a emprestar ao programa sua voz específica. Os membros da equipe da redação incluem Liz Cackowski , Dino Stamatopoulos , Chris McKenna , Megan Ganz , Andy Bobrow , Alex Rubens , Tim Saccardo e Matt Warburton.. Além disso, o membro do elenco Jim Rash , que ganhou um Oscar em 2011 por co-escrever o filme Os Descendentes , escreveu um episódio da quarta temporada.
O programa é bem conhecido por seu uso frequente de episódios temáticos a cada temporada, que usam clichês e tropes de televisão como conceitos de episódios únicos que brincam com a suspensão da descrença , mantendo a continuidade da trama. Um exemplo de um episódio temático notável é o "Remedial Chaos Theory" da terceira temporada , onde o elenco explora sete realidades paralelas diferentes da mesma noite, com uma variação chave sendo o lançamento de um único dado de seis lados em um jogo de Yahtzee que Jeff usa para dispensar um membro do grupo para ir buscar uma pizza (a sétima variante é que o dado não foi jogado). Os temas frequentes dos episódios são feriados do ano letivo (Halloween e Natal sendo o mais frequente), paintball , e várias formas de animação.

### Filmagem
As filmagens do programa envolveram muita improvisação, principalmente de Chevy Chase. Sobre Chase, Harmon disse que "tende a apresentar frases com as quais você pode terminar as cenas às vezes".  Ele também mencionou Joel McHale e Donald Glover, os atores que retratam Jeff e Troy, respectivamente, como improvisadores experientes.  Além de algumas cenas externas gravadas no Los Angeles City College , o show foi filmado no estúdio Paramount Studios em Hollywood, Califórnia , durante as temporadas de um a cinco. Na sexta temporada, a série mudou-se para o CBS Studio Center e contou com cenas exteriores do Los Angeles City College pela primeira vez desde a segunda temporada. A série usou a técnica de câmera única , onde cada foto é filmada individualmente, usando a mesma câmera.

## Recepção

### Crítica
A primeira temporada da série recebeu críticas em sua maioria positivas, marcando 69 de 100 com base em 23 críticos no Metacritic. Notavelmente, David Bushman do Paley Center for Media afirmou que Community era o melhor novo show da temporada de outono.  Jonas Krakow da IGN deu a primeira temporada 8,5 dizendo que "Community, eventualmente, melhorou e entregou algumas histórias surpreendentes na segunda metade da temporada". 
A segunda temporada recebeu alta aclamação da crítica, marcando 88 de 100 com base em 4 críticos no Metacritic. Emily Nussbaum da New York Magazine e Heather Havrilesky de Salon.com avaliaram Community como o melhor show de 2010. Na lista da The A.V. Club das 25 melhores séries de televisão de 2010, Community ficou em segundo lugar, afirmando que os melhores episódios eram "Modern Warfare", "Caligrafia Cooperativa" e "Incontrolável Natal de Abed". A IGN afirmou Community como a melhor série de comédia, tanto de 2010 e 2011.

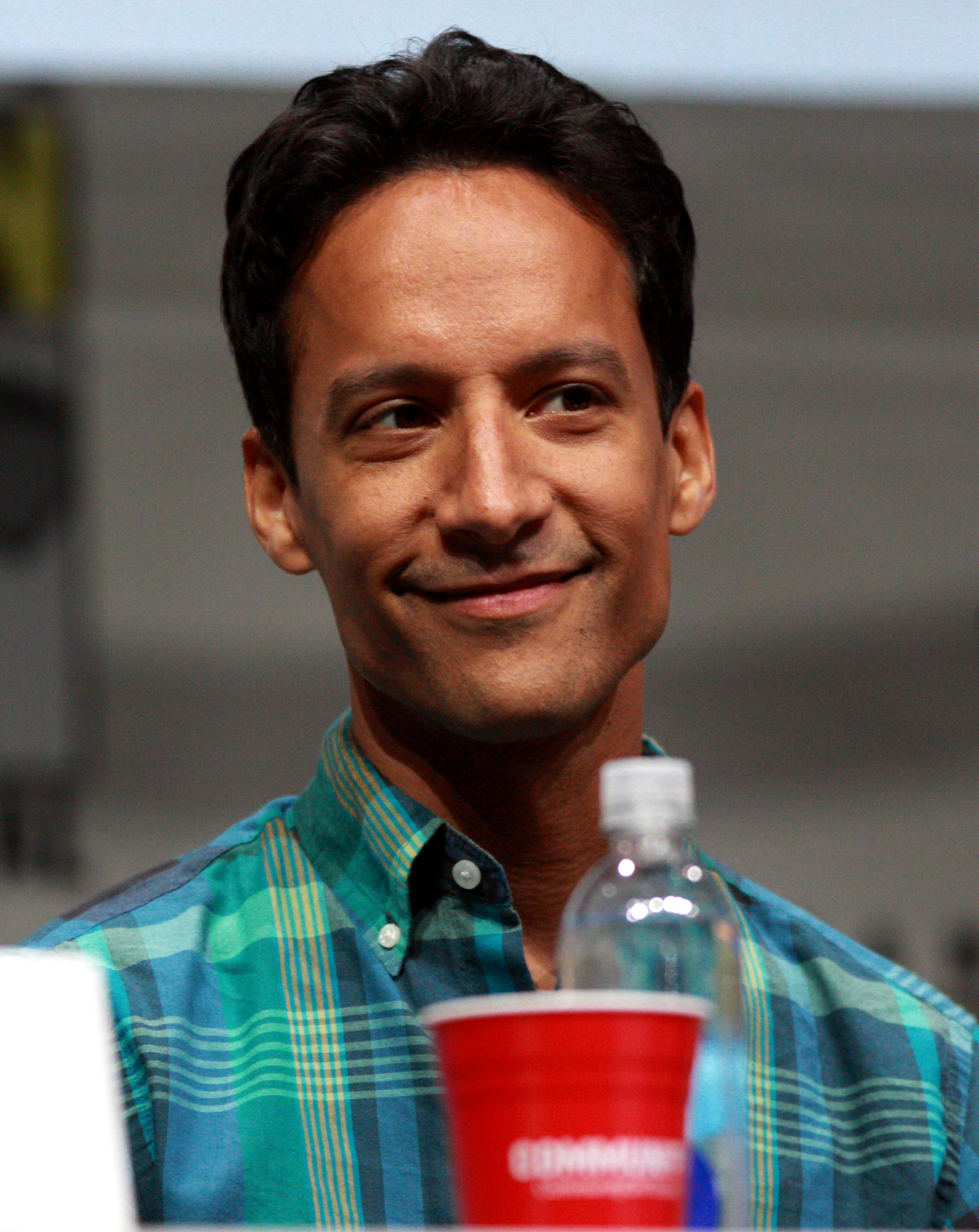
Danny Pudi foi aclamado pela crítica por seu desempenho.

A aclamação para o show continuou na terceira temporada, marcando 81 de 100 com base em 4 críticos no Metacritic. Community também liderou a Enquete do usuário da Metacritic na categoria 'Melhor Programa de Televisão de 2011', recebendo 3.478 pontos. Community foi colocado em várias listas de críticos de televisão; incluindo o segundo lugar na Paste(Revista), e em quinto no HitFix e no The Huffington Post, em primeiro pelo Hulu e em terceiro lugar na lista da TV.com Top 100 de 2011.
Em 2012, a Entertainment Weekly listou o show em # 15 nas "25 Melhores séries de TV dos últimos 25 anos", com elogios: "A afinidade da série em ambição e de alto conceito linear de história (por exemplo, alguns shows estão dispostos a virar um episódio inteiro de animação stop-motion), meta humor, e constantes alusões à cultura pop ajudou a ganhar o seu tipo de fã e conseguiu seguir alguns de seus concorrentes de comédia de maior atenção ". Uma pesquisa de usuário no Splitsider chamado "Remedial Chaos Theory" classificou um dos episódios de Community como o melhor episódio de comédia de todos os tempos, batendo o episódio do Simpsons "Marge vs o bondinho".
Comentários sobre a quarta temporada normalmente foram positivos, mas menos entusiasmados do que a recepção das três primeiras temporadas. Ele marcou 69 de 100 com base em 17 críticos do Metacritic. Verne do Newsday afirmou que o show foi "ainda desafiadoramente comunitário, pois continua bom e ainda desinteressado na adição de novos espectadores". Por outro lado, Alan Sepinwall do HitFix escreveu: "parece que [Moses] Port, [David] Guarascio e os outros escritores decidiram fazer engenharia reversa da versão de [Dan] Harmon do Community, mas não conseguiram controlar sem o ingrediente que falta, o próprio Harmon." Mike Hale, do The New York Times afirmou que a série "foi suave, porém o seu humor ampliou o reconhecimento dos episódios passados, pois nos dois episódios previstos para o review ... houve menos risos entre eles, do que em uma única boa cena dos episódios das temporadas anteriores de Community".
A quinta temporada foi novamente aclamado pela crítica, marcando um 80 de 100 com base em 15 comentários no Metacritic. Muitos críticos citaram o retorno do criador da série, Dan Harmon como um ponto forte. Verne do Newsday, disse na época que era "quase tão bom como um reinício de Community onde qualquer um poderia ter esperado a diferença de Harmon."
A sexta temporada continuou a receber críticas positivas, marcando 78 de 100 com base em 12 avaliações no Metacritic, e alcançando 87% de aprovação no Rotten Tomatoes, com o consenso de que "apesar das mudanças no elenco e na transmissão, Commmunity gerencia para permanecer no topo de sua classe peculiar ".
Desde fim da série, Community apareceu em várias listas que determinam os melhores programas de televisão de todos os tempos. Os críticos Alan Sepinwall e Matt Zoller Seitz classificaram Community em 54º lugar na lista das 100 melhores séries. Em 2017, o IGN o colocou em 51º lugar no ranking dos 100 melhores programas de TV, com o escritor Jonathon Dornbush descrevendo-o "como uma carta de amor meta para os filmes e programas que o inspiraram o seu criador, Dan Harmon".

### Prêmios e indicações
Em 2009, a série recebeu uma indicação para Favorite New TV Comedy no 36th People's Choice Awards.
Em 2010, no 41º NAACP Image Awards , Justin Lin recebeu uma indicação para Melhor Direção de Série de Comédia por " Introdução às Estatísticas ".  No Teen Choice Awards de 2010 , a série recebeu uma indicação ao Breakout Show e Ken Jeong foi indicado ao Breakout Star Male.  Para Entertainment Weekly ' s 3º Ewwy prémios , foi nomeado para Melhor Série de Comédia,  Joel McHale foi indicado para melhor ator em uma comédia  e Danny Pudi foi nomeado para Melhor Ator Coadjuvante em Comédia.
Em 2011, Betty White recebeu uma indicação para Favorite TV Guest Star no 37th People's Choice Awards.  Yvette Nicole Brown ganhou o prêmio Gracie Allen 2011 de melhor atriz coadjuvante em uma série de comédia.  A série recebeu uma indicação para Melhor Direção de uma Série de Comédia no The Comedy Awards .  O episódio " Modern Warfare " ganhou o 2010 Gold Derby TV Award por episódio de comédia do ano.  Para o 1º Critics 'Choice Television Awards, foi indicado para Melhor Série de Comédia, enquanto Joel McHale e Danny Pudi foram indicados para Melhor Ator e Melhor Ator Coadjuvante na Série Comédia, respectivamente.O episódio " Natal incontrolável de Abed " ganhou o Emmy de 2011 da Creative Arts por realização individual em animação.  No 42º NAACP Image Awards, Justin Lin foi indicado para Melhor Direção em Comédia no episódio "Modern Warfare".  No 27º TCA Awards , a Community foi indicada para Melhor Realização em Comédia e Danny Pudi foi indicado para Realização Individual em Comédia. A série recebeu quatro indicações para o Satellite Awards de 2011 , como Melhor Série de Comédia ou Musical, Joel McHale para Melhor Ator em uma Série Musical ou de Comédia, e Donald Glover para Melhor Ator Coadjuvante em uma Série, Minissérie ou Filme para TV; enquanto ganhou o prêmio de Melhor Televisão pela segunda temporada do DVD.
Em 2012, Community foi nomeado para o Primetime Emmy Award de Melhor Roteiro por uma série de comédia pelo episódio " Remedial Chaos Theory ", escrito por Chris McKenna.  Também naquele ano, o programa ganhou os prêmios de Comédia Favorita e Conjunto Favorito nos prêmios de favoritos dos fãs da TV Guide Magazine de 2012. "Remedial Chaos Theory" foi nomeada para o Hugo Award em 2012 por Melhor Apresentação Dramática, Forma Curta.  community também ganhou o prêmio "Best in Show" do Hulu em 2012, vencendo 30 Rock , Parks and Recreation., New Girl e Modern Family nas quatro primeiras rodadas e The Walking Dead na rodada final por 11.000 votos.  Ele ganhou o prêmio "Best in Show" do Hulu novamente em 2013, derrotando Game of Thrones na rodada final com 60% dos votos.
No 2º Critics 'Choice Television Awards , Community recebeu o maior número de indicações e venceu a Melhor Série de Comédia.  Joel McHale foi indicado para Melhor Ator em uma Série de Comédia, Jim Rash e Danny Pudi foram indicados para Melhor Ator Coadjuvante em uma Série de Comédia, e Alison Brie e Gillian Jacobs foram nomeadas Melhor Atriz Coadjuvante em uma Série de Comédia.  community também foi nomeada para o Prêmio TCA de Melhor Realização em Comédia no TCA Awards 2012. 

### Communitye a semiótica
Embora as comédias sejam frequentemente sub-representadas no estudo acadêmico da televisão,  Community é uma exceção. Mais especificamente, críticos e estudiosos da televisão frequentemente fazem referência à Community quando discutem semiótica , o estudo de sinais, na televisão e no cinema. A própria televisão não transmite significado, mas os espectadores constroem significado com base em sinais e referências reconhecíveis, de modo que um programa complexo como o Community é rico em possíveis análises semióticas.
Alguns críticos chegaram a afirmar que o programa em si é sobre semiótica. Mordecai Knode, do Tor.com, sugere que o programa é "sobre as metáforas de cada gênero, sobre a linguagem cinematográfica e a cultura compartilhada que todos trazemos aos poucos à mesa quando sentamos como platéias".

Dan Harmon enche cada episódio com sinais e referências para que o público desconstrua e construa seu próprio significado, chegando ao ponto de quebrar a quarta parede para dar aos espectadores uma piscada e um aceno de cabeça à complexidade do programa. Os fãs de community exigem um "certo nível de habilidades retóricas e interpretativas"  para captar essas camadas semióticas da série:
"O conhecimento mais importante que um espectador traz para a visualização da Community é o reconhecimento subconsciente de indicadores para outros sistemas formais (ou seja, outros gêneros ou textos específicos) com a ajuda de hipóteses e gráficos subconscientes construídos sobre experiências anteriores com trabalhos semelhantes".

### Avaliações
Estreando no horário das 21:30 ET em 17 de setembro de 2009, o episódio piloto teve uma audiência de 7,680 milhões. Na audiência de 18 a 49, obteve uma classificação de 3,7. Como tal, detinha 93% desse público do The Office , que estava no horário anterior. O programa foi chamado de "ponto brilhante da noite" para a NBC , vendo como o The Office caiu 18% em relação à estréia do ano anterior, enquanto Parks and Recreation , no horário anterior, caiu 30%.

## Exibição no Brasil
Community começou a ser exibida no Canal Sony que exibiu as seis temporadas da serie, a partir da terceira temporada com um atraso de quase um ano. A quinta e a sexta foram exibidas sem material promocional do canal e exibido como tapa buraco da programação, a série era exibida legendada.
Em janeiro de 2016,o Comedy Central começou exibir a série, inicialmente legendada, mas a partir do primeiro episódio dublado. A exibição ficou até meados da terceira temporada quando a série sumiu da programação do canal e voltou em março de 2017 , onde o final da terceira até a quinta foram exibidos na madrugada, atualmente a série é exibida pelo canal Sony Movies.

### Streaming
A série saiu do catálogo do Amazon Prime video  Brasil em 01/02/2021.
Desde 1º de Abril de 2020, as 6 temporadas entraram no catálogo da Netflix Brasil.

### Dublagem
- Joel McHale (Jeff Winger): Hermes Baroli
- Gillian Jacobs (Britta Perry): Angélica Santos
- Danny Pudi (Abed Nadir): Robson Kumode
- Alison Brie (Annie Edison): Tatiane Keplmair
- Yvette Nicole Brown (Shirley Bennett): Adriana Pissardini
- Donald Glover (Troy Barnes): Gabriel Noya
- Chevy Chase (Pierce Hawthorne): Luiz Antônio Lobue
- Ken Jeong (Ben Chang): Élcio Sodré
- Jim Rash (Reitor Craig Pelton): Marco Aurélio Campos
- John Oliver (Professor Ian Duncan): Alfredo Rollo
- Jonathan Banks (Professor Buzz Hickey): Leonardo José

### Redublagem
Community estava presente no Amazon Prime Video desde que o serviço começou no Brasil, no entanto, não tinha opção com a dublagem exibida no Comedy Central. Em 2019, A dublagem foi colocada, mas por algum motivo não foi da TV, a série foi redublada, mesmo mantendo quase todos os dubladores do elenco principal, houve mudanças nas vozes de alguns personagens:
- Joel McHale (Jeff Winger): Felipe Grinnan
- Gillian Jacobs (Britta Perry): Angélica Santos
- Danny Pudi (Abed Nadir): Yuri Chesman
- Alison Brie (Annie Edison): Tatiane Keplmair
- Yvette Nicole Brown (Shirley Bennett): Adriana Pissardini
- Donald Glover (Troy Barnes): Gabriel Noya
- Chevy Chase (Pierce Hawthorne): Luiz Antônio Lobue
- Ken Jeong (Ben Chang): Márcio Marconatto
- Jim Rash (Reitor Craig Pelton): Marco Aurélio Campos
- John Oliver (Professor Ian Duncan): Alfredo Rollo
- Jonathan Banks (Professor Buzz Hickey): Hélio Vaccari
- Debra Chambers (Francesca "Frankie" Dart): Márcia Regina
- Keith David (Elroy Patashnik): Leonardo José

## Trilha Sonora
Uma trilha sonora da primeira temporada, intitulada Community (Música da série original de televisão) , foi lançada em 21 de setembro de 2010  pela Madison Gate Records .  A lista de faixas inclui o tema principal do título, "At Least It Was Here", do The 88 ; canções originais e músicas incidentais compostas para o show (pelo compositor da série Ludwig Göransson ); e várias músicas foram interpretadas pelos personagens (uma mistura de composições e covers).